# ШФ Тасмания (Берлин)
ШФ Тасмания Берлин или само „Тасмания Берлин“ (на немски: SV Tasmania Berlin e.V.) е германски спортен клуб от град Западен Берлин, окръг Нойкьолн, (ФРГ), а в днешно време Берлин, Германия. Основан е на 3 февруари 1973 г.
Играе домакинските си мачове ва стадион „Вернер-Зееленбиндер-Шпортпарк“ в Берлин с капацитет 3 000 зрители.
Наследник на „Тасмания 1900“ (Берлин).

## История
След фалита през 1973 година „Тасмания“ е възроден от родителите на юношеските си състезатели, които учредяват нов клуб. Заради дълговете той тръгва с нова юридическа регистрация и възстановява традиционното си име чак през 2011 година.
До 2019 година отборът играе на възможно най-ниското ниво, а се състезава в Североизточната Оберлига (5 ниво на немския футбол) (2020/21). Понастоящем отборът е първи с реална възможност за придвижване с една лига нагоре.

## Предишни имена
| Години      | Име                                                         |
| ----------- | ----------------------------------------------------------- |
| 1973 – 2000 | ШФ „Тасмания 1973 Нойкьолн“ SV Tasmania 1973 Neukölln       |
| 2000 – 2011 | ШФ „Тасмания 1973 Групиущадт“ SV Tasmania 1973 Gropiusstadt |
| 2011 –      | ШФ „Тасмания Берлин“ Sport Verein Tasmania Berlin e. V.     |

## Успехи
- Verbandsliga Berlin (6 ниво)
  -  Шампион (2): : 1997, 2019
- Berliner Landespokal (6 ниво)
  -  Второ място (2): 2014, 2015

## Виж още
- „Тасмания 1900“ (Берлин)